# Apteronotus milesi
Espèce
Apteronotus milesi est une espèce de poissons gymnotiformes de la famille des Apteronotidae.

## Distribution
Cette espèce est endémique de Colombie, elle ne se rencontre que dans le bassin du río Cauca.

## Description
C'est un poisson électrique.

## Référence
- de Santana & Maldonado-Ocampo, 2005 : Apteronotus milesi, new species of ghost knifefish (Gymnotiformes: Apteronotidae) from the Cauca River, with a key to apteronotids from the Magdalena-Cauca basin, Colombia. Ichthyological Exploration of Freshwaters, vol. 16, n. 3, p. 223-230.